# Oxatres de Paretacene
Òxatres (en llatí Oxathres, en grec antic Ὀξάθρης Oxáthres) fou un noble persa, fill d'Abúlites el sàtrapa de Susiana sota Darios III de Pèrsia; com a fill del sàtrapa va menar el contingent de Susiana que va lluitar pel rei a la batalla d'Arbela l'any 331 aC.
Quan Alexandre el Gran es va acostar a Susa, el seu pare va enviar Òxatres a trobar-lo per fer submissió de la satrapia de Susiana. Va ser rebut favorablement i nomenat governador o sàtrapa de la Paretacene, càrrec que va conservar fins al retorn d'Alexandre de l'Índia, quan el rei el va fer executar per mala administració de la província. Segons Plutarc Alexandre el va matar amb la seva pròpia mà. També en parlen Flavi Arrià, Quint Curci Ruf i Diodor de Sicília.